# Protectorat de Madagascar
El protectorat de Madagascar fou un territori africà sota protecció de França que va existir entre 1882 i 1897.
França va declarar l'illa protectorat el 1882 després d'arribar a un acord amb Gran Bretanya, que havia estat la primera potència europea a establir una influència i presència duradores a l'illa. França, molesta per la cancel·lació de la Concessió Lambert (concessió feta per Radama II) per part de la reina Ranavalona III el 1883, desitjant restaurar la propietat presa als ciutadans francesos, va envair Madagascar en el que es va conèixer com la Primera Guerra Franco-Hova (Hova referint-se en realitat als andriana o nobles). Les hostilitats es van iniciar el maig de 1883; l'esquadra del contra-almirall Pierre va sotmetre la costa de l'illa a un bloqueig sever va bombardejar diversos ports; el 17 de maig fou ocupada Majunga; el contra-almirall Miot qui va succeir a Pierre va continuar la mateixa política amb diversos bombardejos (Mahanoro, Fénérive...) i va ocupar la badia de Diego-Suárez el 1885. Le 27 d'agost de 1885, el cap de batalló Théophile Pennequin, al front d'un petit contingent de 50 mariners i 70 auxiliars sakalaves, va derrotar a milers de hoves manats pel britànic Shervington a la batalla d'Andampy però el 10 de setembre de 1885 els malgaixos es van revenjar rebutjant al francesos davant de Farafate. Les dificultés que tenia França a la Xina l'obligaven a concentrar la major part dels seus mitjans navals, militars i financers a la regió indoxinesa en perjudici d'altres lloc com Madagascar; per altra banda els merines estaven cansats i les dues parts van buscar un acord.
La guerra va finalitzar en un tractat en el qual Madagascar va cedir a França Antsiranana (Diego Suárez) a la costa nord i va pagar 560.000 francs d'or als hereus de Joseph-François Lambert. El tractat signat el 17 de desembre de 1885 va establir el protectorat francès, si bé fou força nominal i no fou reconegut pels britànics fins al 1890. Mentrestant, a Europa, els diplomàtics van fer les particions del continent Africà (1884-1885) i van treballar en un acord pel qual la Gran Bretanya, a canvi d'obtenir el Sultanat de Zanzíbar, cedia l'illa de Helgoland a l'Imperi Alemany i renuncià a totes les reclamacions a Madagascar en favor de França.
El 1895, una columna francesa va desembarcar a Mahajanga (Majunga) i van marxar pel riu Betsiboka cap a la capital, Antananarivo, va prendre la ciutat per sorpresa, ja que els seus defensors esperaven un atac des de la costa oriental. Vint soldats francesos van morir en combat, mentre que més de 6.000 va morir de la malària i altres malalties abans d'acabar la que fou anomenada Segona Guerra Franco-Hova. L'1 d'octubre de 1895 un tractat de protectorat va confirmar el de 1885 (amb el nom de Protectorat de Madagascar). La revolta popular el 1896 va obligar a enviar a l'illa al general Joseph Gallieni que va prendre el control efectiu el 6 d'agost de 1896. El 28 de febrer de 1897 el parlament francès va votar a favor de l'annexió de l'illa com una colònia (amb el nom de colònia de Madagascar i dependències), posant efectiu final al regne Imerina, deposant a la dinastia i enviant a la reina Ranavalona III a l'exili a l'Algèria francesa. Gallieni va governar amb ma de ferro fins al 1905.